# 薬屋のひとりごと (アニメ)
『薬屋のひとりごと』（くすりやのひとりごと）は、日向夏による同名のライトノベルを原作とする、日本のテレビアニメ作品。
第1期は2023年10月から2024年3月まで、日本テレビ系列ほかにて連続2クールで放送された。初回はキー局の日本テレビなどでは第3話まで連続放送された。第1クール（第1話から第12話）は原作小説第1巻が、第2クール（第12話から第24話）は原作小説第2巻が基になっている。
第2期は2025年1月から7月まで、日本テレビ系列『FRIDAY ANIME NIGHT』枠ほかにて連続2クールで放送された。
第2期放送終了後に、続編の制作が発表された。
ナレーションは島本須美が担当。

## 登場人物
- 猫猫 - 声：悠木碧[8]
- 壬氏 - 声：大塚剛央[9]

## スタッフ
|                              | 第1期                                  | 第2期                                                        |
| ---------------------------- | -------------------------------------- | ------------------------------------------------------------ |
| 原作                         | 日向夏                                 | 日向夏                                                       |
| キャラクター原案             | しのとうこ                             | しのとうこ                                                   |
| 総監督                       | N/A                                    | 長沼範裕                                                     |
| 監督                         | 長沼範裕                               | 筆坂明規                                                     |
| 副監督                       | 筆坂明規                               | 中川航                                                       |
| シリーズ構成                 | 長沼範裕                               | 長沼範裕                                                     |
| シナリオ統括                 | 柿原優子                               | 柿原優子                                                     |
| キャラクターデザイン         | 中谷友紀子                             | 中谷友紀子                                                   |
| サブキャラクターデザイン     | 長森佳容、宮井加奈                     | 牧内ももこ、池田裕治、 山田佳奈莉、繁田享、 菊池勉           |
| プロップデザイン             | ヒラタリョウ、みき尾                   | ヒラタリョウ、みき尾                                         |
| プロップデザイン             | N/A                                    | 石森連、永木歩実、 池田裕治（第37話）、 山田佳奈莉（第37話） |
| 色彩設計                     | 相田美里                               | 相田美里                                                     |
| 美術監督                     | 髙尾克己                               | 髙尾克己                                                     |
| 美術設定                     | 髙尾克己                               | 髙尾克己                                                     |
| 美術設定                     | N/A                                    | 渚慎太郎、山内優子                                           |
| CGIディレクター              | 永井有                                 | 永井有                                                       |
| 2Dデザインワークス           | 南條楊輔                               | 南條楊輔                                                     |
| 2Dデザインワークス           | N/A                                    | 狗神                                                         |
| 撮影監督                     | 石黒留美                               | 鈴木麻予                                                     |
| 編集                         | 今井大介                               | 今井大介                                                     |
| 音響監督                     | はたしょう二                           | はたしょう二                                                 |
| 音響効果                     | 出雲範子                               | 出雲範子                                                     |
| 音楽                         | 神前暁、Kevin Penkin、桶狭間ありさ     | 神前暁、Kevin Penkin、桶狭間ありさ                           |
| 音楽プロデューサー           | 小林健樹                               | 小林健樹                                                     |
| チーフプロデューサー         | 高橋敦司、武井克弘                     | 齋藤雅哉                                                     |
| プロデューサー               | 平原唯灯、森下勝司、岡本順哉、藤村智子 | 平原唯灯、森下勝司、岡本順哉、藤村智子                       |
| プロデューサー               | 菱山光輝、川村文、 武藤大司            | 岩田誉生、矢沢泉、 橘佑香里                                  |
| アニメーションプロデューサー | 住友英司（第13話 - 第48話）            | 住友英司（第13話 - 第48話）                                  |
| アニメーションプロデューサー | 稲垣敬文、 正田聡史（第1話 - 第12話）  | N/A                                                          |
| 制作                         | TOHO animation STUDIO、OLM             | TOHO animation STUDIO、OLM                                   |
| 製作                         | 「薬屋のひとりごと」製作委員会         | 「薬屋のひとりごと」製作委員会                               |

## 制作
2023年2月16日にアニメ化が発表され、ティザービジュアルとプロジェクトPVが公開された。
2023年10月1日には、全国4劇場にて第1話から第3話の先行上映会が行われ、TOHOシネマズ日比谷では悠木碧、大塚剛央、長沼範裕ら舞台挨拶に登壇した。

### 企画
プロデューサーの菱山光輝は本作の制作にあたり、原作小説に誠実にあるということを重要なテーマとして掲げた。原作はコミカライズやドラマCD化など、さまざまに展開して多くのファンを獲得してきた作品であり、ファンの一人一人にそれぞれの解釈が生まれているため、チーム全体としてあくまでベースは原作小説であるという意識を持つことを重要視したという。
また、幅広い客層に視聴してもらうことも大きな目標とし、制作や宣伝が行われた。彩度が高く設計された画面構成は、高齢の視聴者に配慮したものであり、老若男女に見てもらうという方針に則ったものであった。

### 演出
監督とシリーズ構成は『魔法使いの嫁』や『劇場版 弱虫ペダル』で監督を務めた長沼範裕が務めた。二つの役職を兼任した理由について長沼は、作品の完成度を上げるために土台から携わる必要があったこと、加えて本作は謎解きなどの複雑な要素が多く、魅力と要点をわかりやすく視聴者に伝える必要があったことを挙げている。
長沼は本作のテーマを「親と子」、「生と死」と定め、この普遍的なテーマをきちんと描き切ることを意識した。また本作を演出するうえで、固定概念にとらわれない表現方法に挑戦しており、例えば夕方の空の色は、天候やキャラクターの感情に合わせて10色ほど用意された。
第1期の24話は全体で大きな物語として設計されており、第1クールでは猫猫を軸に話が進み、第2クールでは壬氏を始めとした猫猫以外のキャラクターが加わる。そのため、第1クールでは猫猫の目線でカメラを置き、第2クールでは少しカメラを引き、群像劇として演出されている。また、作中では度々視聴者が無意識的に引っかかりや違和感を覚える演出が用意されており、視聴後に漫画や原作小説を読みたくなるように仕掛けられている。

第2期では長沼範裕は総監督となり、第1期で副監督を務めた筆坂明規が監督を務めた。筆坂は自身のこだわりについて、次のように話している。
筆坂は画面のレイアウトや構図、色彩などの映像表現に細部までこだわって演出している。「一時停止したとしても、このキャラクターが考えていることや気持ちが伝わるようなレイアウトにしようとしています」と話す筆坂は、キャラクターの感情を「正確」に伝えようとしており、カメラアングル、構図、レンズのチョイスだけでなく、尺、セリフのやり取り、カメラの切り替えといった細かな部分までこだわり抜いて、キャラクターの感情や関係性を画面上で表現しているという。色彩についても、時間や環境の変化による色の変化だけでなくキャラクターの感情でも色を変え、全体を一色で照らすような撮影処理だけではない表現を目指している。これについて筆坂は、「第1期の時に長沼さんがこだわって作ってくださった部分でもあるので、第2期でも大切にしています。キャラクターの感情、関係性などが画面を通して伝わるように、色彩設計の相田美里さん、美術監督の高尾克己さんらプロフェッショナルの方がコントロールしています。」と話している。
このように、細部の徹底的なこだわりでキャラクターの繊細な感情を表現しようとしているが、筆坂はこれらの表現について、「ストーリーがスッと入ってくるのがベストなので、気付かなくてもいいのですが」とインタビューの中で話している。

### 音楽
本作の劇伴は、桶狭間ありさ、Kevin Penkin、神前暁の3名が担当した。通常のアニメ制作での劇伴を担当する音楽家は1人だが、本作のバラエティに富んだ様々な側面を表現するため、複数の作曲家を起用することとなった。この3名を起用した理由について、長沼は以下のように語っている。
作品としての一貫性を保つため、まずは窓口に神崎が立ち、神崎が他の二人に振り分け、楽曲制作が行われた。

### キャスティング・演技
本作のキャストは猫猫役を務めた悠木碧を除き、ドラマCD版から一新された。悠木はすでに構築されたドラマCDの世界観を踏襲するため起用されたが、ドラマCDとは表現方法も物語の焦点も異なるため、悠木には新たなアプローチが求められた。悠木は本作の猫猫を演じるにあたり、「画が可愛いので、私も少し甘さを抜いていくなどバランスを取っています」と語っている。悠木は猫猫をドラマCD版から演じておりアニメ化にあたって経験が非常に役立ったと述べている。
また、毒や薬に対する執着する様子・推理するシーンのモノローグは長いセリフも聞き取りやすいようしっかりと情報が伝わるよう工夫している。
具体的なエピソードでは、普段は冷静で陰のある猫猫が梨花妃の侍女を恫喝するシーンで感情を表に出すことで正義感と成長を表現している。
壬氏に対しては、猫猫は自然体で接してお互いのやり取りが息が合っていることを強調し、実際にも壬氏役の大塚剛央と撮影の際に息が合っており、演技の面で大きな信頼関係を築いている。
長沼は悠木の演技を「悠木さんは物語に対しての理解力、適応力がとても高いんです。〔中略〕アニメならアニメの、新しいアプローチの仕方にきちんと合わせてくれる。ディレクションに対してのレスポンスのよさは、群を抜いているなと感じます。」と評している。
猫猫以外のキャラクターはすべてオーディションでキャスティングされた。キャスティングでは芝居が出来ることを前提に、その俳優の背景がキャラクターにあっているのかも判断基準となった。いくつかのキャラクターはオーディションで絞り込められた数名の中から、長沼や音響監督のはたしょう二をはじめとした数名のスタッフが話し合って決められた。長沼は全体のバランスを非常に気にしており、特に後宮の妃たちは、煌びやかでありながらも似た声にならないように色分けすることが重要視された。
壬氏を演じた大塚剛央は第1話の収録時に長沼とはたから「どんな壬氏を作っていきたいのか」と聞かれ、自身の持つ壬氏のイメージを伝え、大まかな方向性を決めたという。壬氏を演じるにあたり、大塚は壬氏の素の部分をどう見せていくかを重視した。また、壬氏が誰を相手にしているかを意識し、高順、仕事相手や上級妃の侍女、そして猫猫にはそれぞれ異なるアプローチで演じた。悠木はテレビアニメの猫猫を演じるにあたって感じていた不安が、大塚の演じる壬氏の声を聴いて払拭されたと語っており、大塚が本作における大黒柱だと評している。

## 主題歌
| 使用話  | 曲名           | 歌手 アーティスト | 作詞     | 作曲     | 編曲                 |
| ------- | -------------- | ----------------- | -------- | -------- | -------------------- |
| 1 - 12  | 花になって     | 緑黄色社会        | 長屋晴子 | 穴見真吾 | 川口圭太、穴見真吾   |
| 13 - 24 | アンビバレント | Uru               | Uru      | YAS      | 田中隼人             |
| 25 - 36 | 百花繚乱       | 幾田りら          | 幾田りら | 幾田りら | KOHD                 |
| 37 - 48 | クスシキ       | Mrs. GREEN APPLE  | 大森元貴 | 大森元貴 | 久保田真悟、大森元貴 |

| 使用話  | 曲名         | 歌手 アーティスト  | 作詞            | 作曲         | 編曲                      |
| ------- | ------------ | ------------------ | --------------- | ------------ | ------------------------- |
| 1 - 12  | アイコトバ   | アイナ・ジ・エンド | 石崎ひゅーい    | 石崎ひゅーい | トオミヨウ                |
| 13 - 24 | 愛は薬       | wacci              | 橋口洋平        | 橋口洋平     | 村中慧慈                  |
| 25 - 36 | 幸せのレシピ | 平井大             | EIGO、Dai Hirai | Dai Hirai    | Dai Hirai、Haruhito Nishi |
| 37 - 48 | ひとりごと   | Omoinotake         | 福島智朗        | 藤井怜央     | Omoinotake、Shingo.S      |

| 使用話 | 曲名         | 歌手         | 作詞       | 作曲         | 編曲         |
| ------ | ------------ | ------------ | ---------- | ------------ | ------------ |
| 3      | 想風         | 大原ゆい子   | 大原ゆい子 | 桶狭間ありさ | 桶狭間ありさ |
| 9      | 明日を訪ねて | XAI          | XAI        | 神前暁       | 神前暁       |
| 12     | 雪中花       | きしかな子   | 内田ましろ | 神前暁       | 神前暁       |
| 19     | 蒼空の炎     | 竹中だいち   | 内田ましろ | 神前暁       | 神前暁       |
| 23・24 | ホトトギス   | N/A          | 柿原優子   | 神前暁       | N/A          |
| 24     | 想い咲く時   | アオイエマ。 | 内田ましろ | 神前暁       | N/A          |
| 47     | いのちの灯火 | 三宅りむ     | 内田ましろ | 桶狭間ありさ | 桶狭間ありさ |

## 評価

### ランキング・アワード
「読者が選ぶアニメキャラ大賞2023」において、新人賞で猫猫が6位を獲得している。また、「TVerアワード2023」では特別賞を獲得した。「第46回アニメグランプリ」において、グランプリ部門で5位、キャラクター部門で猫猫が5位、アニメソング部門で「花になって」が14位をそれぞれ獲得している。「第48回アニメグランプリ」において、グランプリ部門で1位、キャラクター部門で猫猫が1位をそれぞれ獲得している
アニメ情報サイト・アニメハックが首都圏の地上デジタル放送の録画予約状況をもとに独自で作成している2025年冬アニメ・春アニメ録画ランキングでは、第2期の放送が始まった2025年1月第3週（1月15日計測）にて、前クール（2024年秋アニメ）で首位常連だった『チ。-地球の運動について-』に大きく差をつけて首位を獲得し、以降5月第2週（5月7日計測）まで17週連続で首位をキープした。

### TikTokトレンド大賞
「TikTok上半期トレンド大賞2025」において、大賞とマンガ&アニメ部門をダブル受賞している。

### 批評
フリーライター・のざわよしのりはリアルサウンドに掲載した本作のレビュー記事にて、2023年2月に公開されたプロジェクトPVについて語っており、PVの冒頭で猫猫のキャラクターを視聴者に印象付ける長沼範裕の演出力や、猫猫の愛らしさから上級妃の気品までを描き分ける中谷友紀子のキャラクターデザインを評価している。また本編については「中国そっくりの舞台周りの美術も、異世界ファンタジーアニメが溢れている深夜枠の中では非常に新鮮に映る。」と語っている。
『線上に架ける橋』などの著作があるフリーライター・CDBは文春オンラインに寄せた悠木碧の演技を評する記事にて、本作での悠木の演技を「高すぎず低すぎず、少年と少女の中間のように中性的でありながら、猫のように自由でしなやかな声は、緊張を解きほぐし、心にたまった毒をデトックスするような不思議な響きがある。」と語っている。

## 各話リスト
| 話数   | サブタイトル   | 脚本       | 絵コンテ          | 演出                | 作画監督 | 総作画監督                                                  | 初放送日        |       |       |       |       |       |       |       |       |       |       |       |       |       |       |       |       |       |
| 第1期  | 第1期          | 第1期      | 第1期             | 第1期               | 第1期 | 第1期                                                       | 第1期           | 第1期 | 第1期 | 第1期 | 第1期 | 第1期 | 第1期 | 第1期 | 第1期 | 第1期 | 第1期 | 第1期 | 第1期 | 第1期 | 第1期 | 第1期 | 第1期 | 第1期 |
| ------ | -------------- | ---------- | ----------------- | ------------------- | --- | ----------------------------------------------------------- | --------------- | ----- | ----- | ----- | ----- | ----- | ----- | ----- | ----- | ----- | ----- | ----- | ----- | ----- | ----- | ----- | ----- | ----- |
| 第1話  | 猫猫           | 柿原優子   | 長沼範裕          | 筆坂明規            | 大田謙治 山田佳奈莉 菅原美幸 廣田茜 宮井加奈 長森佳容                                                                   | 中谷友紀子                                                  | 2023年 10月22日 |       |       |       |       |       |       |       |       |       |       |       |       |       |       |       |       |       |
| 第2話  | 無愛想な薬師   | 千葉美鈴   | 長沼範裕          | 藤田健太郎          | 小島えり 亀山朋子 チャ ミョンジュン ク ジャチョン                                                                       | 中谷友紀子 長森佳容 廣田茜                                  | 2023年 10月22日 |       |       |       |       |       |       |       |       |       |       |       |       |       |       |       |       |       |
| 第3話  | 幽霊騒動       | 小川ひとみ | 長沼範裕          | 山本恭平            | 和泉百香 西道拓哉 吉田肇 山道到威 島崎望                                                                                | 中谷友紀子 中嶋敦子 宮井加奈                                | 2023年 10月22日 |       |       |       |       |       |       |       |       |       |       |       |       |       |       |       |       |       |
| 第4話  | 恫喝           | 柿原優子   | ちな              | ちな                | もああん | 中谷友紀子                                                  | 10月29日        |       |       |       |       |       |       |       |       |       |       |       |       |       |       |       |       |       |
| 第5話  | 暗躍           | 千葉美鈴   | 筆坂明規          | 志賀岳              | 渡辺奈月 | 中谷友紀子 中嶋敦子 長森佳容                                | 11月5日         |       |       |       |       |       |       |       |       |       |       |       |       |       |       |       |       |       |
| 第6話  | 園遊会         | 小川ひとみ | 中川航            | 中川航              | 亀山朋子 山田佳奈莉 宍戸久美子                                                                                          | 中谷友紀子 中嶋敦子 宮井加奈 大河しのぶ                     | 11月12日        |       |       |       |       |       |       |       |       |       |       |       |       |       |       |       |       |       |
| 第7話  | 里帰り         | 柿原優子   | 長沼範裕          | 大久保唯男          | 佐藤結花 韓承熙 長城動画                                                                                                | 中谷友紀子 中嶋敦子 長森佳容                                | 11月19日        |       |       |       |       |       |       |       |       |       |       |       |       |       |       |       |       |       |
| 第8話  | 麦稈           | 綾奈ゆにこ | 藤田健太郎        | 藤田健太郎          | 小島えり 亀山朋子 山田佳奈莉 池田裕治 チャ ミョンジュン ク ジャチョン                                                   | 中谷友紀子 中嶋敦子                                         | 11月26日        |       |       |       |       |       |       |       |       |       |       |       |       |       |       |       |       |       |
| 第9話  | 自殺か他殺か   | 千葉美鈴   | 長沼範裕          | 是本晶              | 中山和子 五十嵐俊介 白石悟 高橋紀子 兼子敬秀 古池敏也 山田佳奈莉                                                        | 中谷友紀子 中嶋敦子 宮井加奈 長森佳容                       | 12月3日         |       |       |       |       |       |       |       |       |       |       |       |       |       |       |       |       |       |
| 第10話 | 蜂蜜           | 小川ひとみ | 野村和也          | 川畑えるきん        | 早川元基 朱世杰 菅原美幸 西村広 塚本龍介                                                                                | 中谷友紀子 中嶋敦子 宮井加奈                                | 12月10日        |       |       |       |       |       |       |       |       |       |       |       |       |       |       |       |       |       |
| 第11話 | 二つを一つに   | 柿原優子   | 長沼範裕          | 朝木幸彦            | ソン ヒョンジュ パク ソンハ 山田佳奈莉 本吉晃子 堀江由美                                                                | 中谷友紀子 中嶋敦子 長森佳容                                | 12月17日        |       |       |       |       |       |       |       |       |       |       |       |       |       |       |       |       |       |
| 第12話 | 宦官と妓女     | 千葉美鈴   | 長沼範裕          | 横野光代            | 鈴木春香 小島えり 金元会                                                                                                | 中谷友紀子 中嶋敦子 宮井加奈                                | 12月24日        |       |       |       |       |       |       |       |       |       |       |       |       |       |       |       |       |       |
| 第13話 | 外廷勤務       | 綾奈ゆにこ | 中川航            | 中川航              | 池田裕治 亀山朋子 近藤瑠衣 宍戸久美子                                                                                   | 中谷友紀子 中嶋敦子 長森佳容                                | 2024年 1月7日   |       |       |       |       |       |       |       |       |       |       |       |       |       |       |       |       |       |
| 第14話 | 新しい淑妃     | 小川ひとみ | 長沼範裕          | 清水アキラ 大和田淳 | 野上慎也 山本径子 杜林桂 山田佳奈莉 池田裕治                                                                            | 中谷友紀子 中嶋敦子 宮井加奈                                | 1月14日         |       |       |       |       |       |       |       |       |       |       |       |       |       |       |       |       |       |
| 第15話 | 鱠             | 柿原優子   | 藤田健太郎        | 藤田健太郎          | 池田裕治 亀山朋子 山田佳奈莉 渡辺奈月                                                                                   | 中谷友紀子 中嶋敦子 長森佳容 宮井加奈                       | 1月21日         |       |       |       |       |       |       |       |       |       |       |       |       |       |       |       |       |       |
| 第16話 | 鉛             | 千葉美鈴   | 外山草            | 外山草              | 亀山朋子 本吉晃子 堀江由美 猪爪多恵 山田佳奈莉                                                                          | 中谷友紀子 長森佳容 池田裕治                                | 1月28日         |       |       |       |       |       |       |       |       |       |       |       |       |       |       |       |       |       |
| 第17話 | 街歩き         | 綾奈ゆにこ | 角松倶楽部        | 角松倶楽部          | 中山和子 南波天 | 中谷友紀子 長森佳容 池田裕治                                | 2月4日          |       |       |       |       |       |       |       |       |       |       |       |       |       |       |       |       |       |
| 第18話 | 羅漢           | 小川ひとみ | 谷元麻佑 長沼範裕 | 谷元麻佑 大和田淳   | 宍戸久美子 山田佳奈莉 柳昇希 小島えり 友部奈津美 亀山朋子 池田裕治                                                      | 中谷友紀子 中嶋敦子 池田裕治                                | 2月11日         |       |       |       |       |       |       |       |       |       |       |       |       |       |       |       |       |       |
| 第19話 | 偶然か必然か   | 柿原優子   | 中川航            | 中川航              | 近藤瑠衣 堀江由美 中村沙由貴 土方友希 本吉晃子                                                                          | 中谷友紀子 長森佳容                                         | 2月18日         |       |       |       |       |       |       |       |       |       |       |       |       |       |       |       |       |       |
| 第20話 | 曼荼羅華       | 千葉美鈴   | 長沼範裕          | 是本晶              | 小島えり 友部奈津美 山田佳奈莉 亀山朋子 チャ ミョンジュン ク ジャチョン                                                 | 中谷友紀子 中嶋敦子 池田裕治                                | 2月25日         |       |       |       |       |       |       |       |       |       |       |       |       |       |       |       |       |       |
| 第21話 | 身請け作戦     | 綾奈ゆにこ | 佐藤雅子          | 伊部勇志            | 西田美弥子 李少雷 安藤暢啓                                                                                              | 中谷友紀子 中嶋敦子 長森佳容                                | 3月3日          |       |       |       |       |       |       |       |       |       |       |       |       |       |       |       |       |       |
| 第22話 | 青い薔薇       | 小川ひとみ | 川畑えるきん      | 川畑えるきん        | チャ ミョンジュン ク ジャチョン ユ スンヒ キム ジョンバム キム ギョンホ カン ミエ 亀山朋子 池田裕治                     | 中谷友紀子 中嶋敦子 長森佳容                                | 3月10日         |       |       |       |       |       |       |       |       |       |       |       |       |       |       |       |       |       |
| 第23話 | 鳳仙花と片喰   | 千葉美鈴   | 野村和也          | 大和田淳            | 亀山朋子 小島えり 堀江由美 中村沙由貴                                                                                   | 中谷友紀子 中嶋敦子 池田裕治                                | 3月17日         |       |       |       |       |       |       |       |       |       |       |       |       |       |       |       |       |       |
| 第24話 | 壬氏と猫猫     | 柿原優子   | 長沼範裕          | 中川航              | 近藤瑠衣 土方友希 宍戸久美子 山田佳奈莉 後藤孝宏 柳昇希 池田裕治 亀山朋子                                               | 中谷友紀子 中嶋敦子                                         | 3月24日         |       |       |       |       |       |       |       |       |       |       |       |       |       |       |       |       |       |
| 第2期  |                |            |                   |                     | |                                                             |                 |       |       |       |       |       |       |       |       |       |       |       |       |       |       |       |       |       |
| 第25話 | 猫猫と毛毛     | 柿原優子   | 筆坂明規          | 大和田淳            | 中嶋敦子 堀江由美 宍戸久美子                                                                                            | 中谷友紀子                                                  | 2025年 1月10日  |       |       |       |       |       |       |       |       |       |       |       |       |       |       |       |       |       |
| 第26話 | 隊商           | 千葉美鈴   | 谷元麻佑 是本晶   | 谷元麻佑 是本晶     | 中村沙由紀 小島えり Hyein 鈴木信一 UM Juhyeong SIN SUR YEON Park Ju. Hyun 張毅成                                        | 中谷友紀子 大橋俊明 池田裕治                                | 1月17日         |       |       |       |       |       |       |       |       |       |       |       |       |       |       |       |       |       |
| 第27話 | 冬人夏草       | 小川ひとみ | 中川航            | 中川航              | 山田佳奈莉 友部奈津美 一ノ瀬結梨 鈴木信一 チャ ミョンジュン ク ジャチョン                                               | 中谷友紀子 大橋俊明 池田裕治                                | 1月24日         |       |       |       |       |       |       |       |       |       |       |       |       |       |       |       |       |       |
| 第28話 | 鏡             | 柿原優子   | 大原実            | 中野剛              | 黒澤浩美 鈴木祥子 西原碧海 猪猪 但伊楊 劉相信 碧ひかる 無鯨達睬 MARURIN                                                 | 中谷友紀子 大橋俊明 池田裕治                                | 1月31日         |       |       |       |       |       |       |       |       |       |       |       |       |       |       |       |       |       |
| 第29話 | 月精           | 千葉美鈴   | 川畑えるきん      | いとがしんたろー    | 中嶋敦子 堀江由美 宍戸久美子 渡辺はるか                                                                                 | 中谷友紀子 大橋俊明                                         | 2月7日          |       |       |       |       |       |       |       |       |       |       |       |       |       |       |       |       |       |
| 第30話 | みたび、水晶宮 | 小川ひとみ | 朝木幸彦          | 朝木幸彦            | 山下善光 佐々木睦美 桐山染利 井本美穂                                                                                   | 中谷友紀子 山下善光 佐々木睦美                              | 2月14日         |       |       |       |       |       |       |       |       |       |       |       |       |       |       |       |       |       |
| 第31話 | 選択の廟       | 柿原優子   | 駒宮僅            | 駒宮僅              | 駒宮僅 嶋﨑耕平 菅原美幸 塚本龍介 劉玟萱 孫弘志 蔡孟書 曾品喬                                                           | 中谷友紀子                                                  | 2月21日         |       |       |       |       |       |       |       |       |       |       |       |       |       |       |       |       |       |
| 第32話 | 皇太后         | 千葉美鈴   | 大原実            | 大和田淳            | 小島えり 友部奈津美 山田佳奈莉 チャ ミョンジュン ク ジャチョン                                                          | 中谷友紀子 池田裕治 大橋俊明                                | 2月28日         |       |       |       |       |       |       |       |       |       |       |       |       |       |       |       |       |       |
| 第33話 | 先帝           | 小川ひとみ | 中川航            | 是本晶              | 近藤律子 山下善光 井本美穂 渡邉亜彩美                                                                                   | 中谷友紀子 渡邉亜彩美 佐々木睦美                            | 3月7日          |       |       |       |       |       |       |       |       |       |       |       |       |       |       |       |       |       |
| 第34話 | 怪談           | 柿原優子   | 二瓶勇一          | オ ジング           | 黒澤浩美 鈴木祥子 川辺雄介 原田峰文 西原碧海 ル ラフォート Triple A                                                     | 中谷友紀子 池田裕治 大橋俊明                                | 3月14日         |       |       |       |       |       |       |       |       |       |       |       |       |       |       |       |       |       |
| 第35話 | 狩り           | 千葉美鈴   | 高橋ナオヒト      | いとがしんたろー    | 中嶋敦子 一ノ瀬結梨 門倉世央子 中村沙由貴 渡辺はるか 堀江由美 宍戸久美子                                                | 中谷友紀子 池田裕治 大橋俊明                                | 3月21日         |       |       |       |       |       |       |       |       |       |       |       |       |       |       |       |       |       |
| 第36話 | 華瑞月         | 小川ひとみ | 中川航            | 松永昌弘            | 佐々木睦美 会沢佳奈 桐山染利 井本美穂 五味輝秋 堤谷典子                                                                 | 中谷友紀子 山下善光 佐々木睦美                              | 3月28日         |       |       |       |       |       |       |       |       |       |       |       |       |       |       |       |       |       |
| 第37話 | 湯殿           | 柿原優子   | 川畑えるきん      | 谷元麻佑            | 小島えり 宍戸久美子 山田佳奈莉 渡辺はるか スタジオ時雨                                                                  | 中谷友紀子 池田裕治 大橋俊明                                | 4月4日          |       |       |       |       |       |       |       |       |       |       |       |       |       |       |       |       |       |
| 第38話 | 踊る幽霊       | 千葉美鈴   | 大和田淳          | 大和田淳 浅井香帆   | 菅原美佳 中村沙由紀 一ノ瀬結梨 菅原美幸 嶋﨑耕平 宍戸久美子 山田佳奈莉 曾品喬 蔡孟書 蔣平翊 李育蓁 UB Chen              | 中谷友紀子 池田裕治 大橋俊明                                | 4月11日         |       |       |       |       |       |       |       |       |       |       |       |       |       |       |       |       |       |
| 第39話 | 氷菓           | 小川ひとみ | 是本晶 谷元麻佑   | MISU山猫            | 近藤律子 井本美穂 渡辺優奈 渡邉亜彩美 堤谷典子                                                                          | 中谷友紀子 渡邉亜彩美 佐々木睦美 堤谷典子                   | 4月18日         |       |       |       |       |       |       |       |       |       |       |       |       |       |       |       |       |       |
| 第40話 | 巣食う悪意     | 柿原優子   | 二瓶勇一          | 中野剛              | 黒澤浩美 鈴木祥子 奥谷周子 原田峰文 Triple A                                                                            | 中谷友紀子 池田裕治 大橋俊明                                | 4月25日         |       |       |       |       |       |       |       |       |       |       |       |       |       |       |       |       |       |
| 第41話 | 狐の里         | 千葉美鈴   | 林直孝            | いとがしんたろー    | 中嶋敦子 菅原美佳 小島えり 堀江由美 劉玟萱 渡辺はるか 中村沙由貴                                                        | 中谷友紀子 池田裕治 大橋俊明                                | 5月2日          |       |       |       |       |       |       |       |       |       |       |       |       |       |       |       |       |       |
| 第42話 | 鬼灯           | 小川ひとみ | 高橋ナオヒト      | 川畑えるきん        | 近藤律子 会沢佳奈 桐山染利 井本美穂 佐々木睦美                                                                          | 中谷友紀子 渡邉亜彩美 佐々木睦美                            | 5月9日          |       |       |       |       |       |       |       |       |       |       |       |       |       |       |       |       |       |
| 第43話 | 祭り           | 柿原優子   | 谷元麻佑          | 谷元麻佑            | 宍戸久美子 一ノ瀬結梨 劉玟萱 菅原美幸 嶋﨑耕平 菅原美佳 チャ ミョンジュン ク ジャチョン                                 | 中谷友紀子 池田裕治 大橋俊明                                | 5月23日         |       |       |       |       |       |       |       |       |       |       |       |       |       |       |       |       |       |
| 第44話 | 砦             | 千葉美鈴   | 中川航            | 是本晶 木野目優     | 渡邉亜彩美 近藤律子 佐々木睦美 渡辺優奈 井本美穂 桐山染利 堤谷典子 会沢佳奈                                             | 中谷友紀子 渡邉亜彩美 佐々木睦美                            | 5月31日         |       |       |       |       |       |       |       |       |       |       |       |       |       |       |       |       |       |
| 第45話 | 蟇盆           | 小川ひとみ | 二瓶勇一          | 矢野孝典            | 黒澤浩美 川辺雄介 西原碧海 Park Jiyoon Triple A                                                                         | 中谷友紀子 池田裕治 大橋俊明                                | 6月6日          |       |       |       |       |       |       |       |       |       |       |       |       |       |       |       |       |       |
| 第46話 | 禁軍           | 柿原優子   | 高橋ナオヒト      | 松永昌弘            | 菅原美佳 中村沙由貴 山田佳奈莉 あんちょび 一ノ瀬結梨 繁田享 小島えり 渡辺はるか 川畑えるきん 柳昇希 柳民知 姜美愛       | 中谷友紀子 中嶋敦子 池田裕治 大橋俊明                       | 6月13日         |       |       |       |       |       |       |       |       |       |       |       |       |       |       |       |       |       |
| 第47話 | 子の一族       | 千葉美鈴   | 中川航 筆坂明規   | 中川航 筆坂明規     | 渡辺優奈 近藤律子 桐山染利 会沢佳奈 足立明日美 高橋航貴 佐々木睦美 渡邉亜彩美 井本美穂 斉藤香                           | 中谷友紀子 佐々木睦美 渡邉亜彩美 井本美穂 池田裕治 大橋俊明 | 6月27日         |       |       |       |       |       |       |       |       |       |       |       |       |       |       |       |       |       |
| 第48話 | はじまり       | 小川ひとみ | 筆坂明規          | 大和田淳 浅井香帆   | 一ノ瀬結梨 あんちょび 中嶋敦子 中村沙由貴 渡辺はるか 山田佳奈莉 菅原美幸 嶋﨑耕平 宍戸久美子 石田愛美 繁田享 車谷紗由美 | 中谷友紀子 池田裕治 大橋俊明                                | 7月4日          |       |       |       |       |       |       |       |       |       |       |       |       |       |       |       |       |       |

## 放送局
| 放送期間 | 放送時間                                                  | 放送局           | 対象地域・備考                                  |
| --- | --------------------------------------------------------- | ---------------- | ----------------------------------------------- |
| 2023年10月22日 - 2024年3月24日                                                                                    | 日曜 0:55 - 1:25（土曜深夜）                              | 日本テレビ       | 関東広域圏 / 製作参加 / 字幕放送                |
| |                                                           | 青森放送         | 青森県 / 字幕放送                               |
| |                                                           | テレビ岩手       | 岩手県 / 字幕放送                               |
| |                                                           | 山形放送         | 山形県 / 字幕放送                               |
| | 日曜 1:25 - 1:55（土曜深夜）                              | 広島テレビ       | 広島県                                          |
| | 日曜 1:50 - 2:20（土曜深夜）                              | テレビ宮崎       | 宮崎県 / 字幕放送                               |
| | 日曜 1:55 - 2:25（土曜深夜）                              | 静岡第一テレビ   | 静岡県                                          |
| | 日曜 2:07 - 2:37（土曜深夜）                              | 四国放送         | 徳島県 / 字幕放送                               |
| | 日曜 2:25 - 2:55（土曜深夜）                              | 中京テレビ       | 中京広域圏                                      |
| 2023年10月23日 - 2024年3月25日                                                                                    | 月曜 1:25 - 1:55（日曜深夜）                              | 西日本放送       | 香川県・岡山県                                  |
| |                                                           | テレビ大分       | 大分県 / 字幕放送                               |
| 2023年10月24日 - 2024年3月26日                                                                                    | 火曜 1:59 - 2:29（月曜深夜）                              | 福岡放送         | 福岡県                                          |
| 2023年10月25日 - 2024年3月27日                                                                                    | 水曜 2:00 - 2:30（火曜深夜）                              | 日本海テレビ     | 鳥取県・島根県 / 字幕放送                       |
| 2023年10月26日 - 2024年3月28日                                                                                    | 木曜 1:24 - 1:54（水曜深夜）                              | 高知放送         | 高知県                                          |
| | 木曜 1:34 - 2:04（水曜深夜）                              | 鹿児島読売テレビ | 鹿児島県 / 字幕放送                             |
| | 木曜 1:59 - 2:29（水曜深夜）                              | 札幌テレビ       | 北海道                                          |
| 2023年10月27日 - 2024年3月29日                                                                                    | 金曜 0:59 - 1:29（木曜深夜）                              | 熊本県民テレビ   | 熊本県 / 字幕放送                               |
| | 金曜 1:24 - 1:54（木曜深夜）                              | 秋田放送         | 秋田県 / 字幕放送                               |
| | 金曜 1:35 - 2:05（木曜深夜）                              | テレビ金沢       | 石川県 / 字幕放送                               |
| | 金曜 1:44 - 2:14（木曜深夜）                              | テレビ新潟       | 新潟県 / 字幕放送                               |
| |                                                           | テレビ信州       | 長野県 / 字幕放送                               |
| | 金曜 1:54 - 2:24（木曜深夜）                              | 山口放送         | 山口県 / 字幕放送                               |
| 2023年10月28日 - 2024年3月30日                                                                                    | 土曜 0:30 - 1:00（金曜深夜）                              | 福井放送         | 福井県 / 字幕放送                               |
| | 土曜 0:59 - 1:29（金曜深夜）                              | 読売テレビ       | 近畿広域圏 / 『金曜日はシンデレラ』枠           |
| | 土曜 1:56 - 2:26（金曜深夜）                              | 福島中央テレビ   | 福島県 / 字幕放送                               |
| | 土曜 1:59 - 2:29（金曜深夜）                              | ミヤギテレビ     | 宮城県                                          |
| 2023年10月28日 2023年11月1日 - 2024年3月27日                                                                      | 土曜 2:54 - 4:24（金曜深夜） 水曜 1:29 - 1:59（火曜深夜） | 長崎国際テレビ   | 長崎県 / 字幕放送                               |
| 2023年10月29日 - 2024年4月7日                                                                                     | 日曜 0:00 - 0:30（土曜深夜）                              | BS日テレ         | 日本全域 / BS放送 / 『アニメにむちゅ〜』枠      |
| 2023年10月29日 2023年11月2日 - 2024年3月28日                                                                      | 日曜 1:10 - 2:40（土曜深夜） 木曜 1:59 - 2:29（水曜深夜） | 北日本放送       | 富山県 / 字幕放送                               |
| 2023年10月29日 - 2024年3月31日                                                                                    | 日曜 1:25 - 1:55（土曜深夜）                              | 山梨放送         | 山梨県 / 字幕放送                               |
| 2023年10月29日 - 2024年3月24日                                                                                    |                                                           | 南海放送         | 愛媛県 / 字幕放送                               |
| 2023年10月30日 - 2024年4月1日                                                                                     | 月曜 23:30 - 火曜 0:00                                    | AT-X             | 日本全域 / CS放送 / 字幕放送 / リピート放送あり |
| 2023年11月4日 - 2024年4月20日                                                                                     | 土曜 21:30 - 22:00                                        | アニマックス     | 日本全域 / BS/CS放送                            |
| 初回は放送局により第1話のみを放送したところと、第1話と第2話、または第1話から第3話までを連続放送したところがある。 |                                                           |                  |                                                 |

| 配信開始日     | 配信時間                          | 配信サイト | 備考                   |
| -------------- | --------------------------------- | --- | ---------------------- |
| 2023年10月22日 | 日曜 1:40（土曜深夜）以降順次更新 | ABEMAプレミアム Amazon Prime Video dアニメストア （本店・ ニコニコ支店 ・for Prime Video） Disney+ DMM TV FOD Hulu J:COMオンデマンド milplus Netflix TELASA （本店・ auスマートパスプレミアム ） U-NEXT WOWOWオンデマンド アニメ放題 ニコニコチャンネル バンダイチャンネル | 見放題配信             |
|                |                                   | ABEMA TVer ニコニコ生放送 | 最新話期間限定無料配信 |
|                |                                   | Amazon Prime Video Google Play HAPPY!動画 J:COMオンデマンド milplus music.jp TELASA VIDEX カンテレドーガ ニコニコチャンネル バンダイチャンネル ビデオマーケット ムービーフルPlus                                                                                           | レンタル配信           |

| 放送期間                             | 放送時間                              | 放送局                                | 対象地域 | 備考                                                 |
| ------------------------------------ | ------------------------------------- | ------------------------------------- | -------- | ---------------------------------------------------- |
| 2025年1月10日 - 7月4日               | 金曜 23:00 - 23:30                    | 日本テレビ（製作参加） ほか系列全30局 | 日本国内 | 字幕放送 / 連動データ放送 / 『FRIDAY ANIME NIGHT』枠 |
| 2025年1月11日 - 7月5日               | 土曜 21:00 - 21:30                    | AT-X                                  | 日本全域 | CS放送 / 字幕放送 / リピート放送あり                 |
| 2025年1月11日 - 6月28日 2025年7月6日 | 土曜 22:30 - 23:00 日曜 23:00 - 23:30 | BS日テレ                              | 日本全域 | BS/BS4K放送 / 『アニメにむちゅ〜』枠                 |
| 2025年1月20日 - 7月7日               | 月曜 0:00 - 0:30（日曜深夜）          | 映画・チャンネルNECO                  | 日本全域 | CS放送                                               |
| 2025年2月1日 - 7月19日               | 土曜 21:30 - 22:00                    | アニマックス                          | 日本全域 | BS/CS放送 / 字幕放送 / リピート放送あり              |

| 配信開始日 | 配信時間                                                   | 配信サイト | 備考                   |
| --- | ---------------------------------------------------------- | --- | ---------------------- |
| 2025年1月11日 2025年1月17日以降 | 土曜 0:30（金曜深夜） 以降順次更新 金曜 23:30 以降順次更新 | ABEMAプレミアム Amazon Prime Video dアニメストア（本店・ニコニコ支店・for Prime Video） DMM TV FOD Hulu J:COM STREAM Lemino milplus Netflix TELASA（本店・Pontaパス） U-NEXT WOWOWオンデマンド アニメ放題 バンダイチャンネル | 見放題配信             |
| |                                                            | ABEMA Lemino TVer 日テレTADA | 最新話期間限定無料配信 |
| |                                                            | Amazon Prime Video Google Play HAPPY!動画 J:COM STREAM milplus music.jp Rakuten TV TELASA VIDEX カンテレドーガ バンダイチャンネル ビデオマーケット ムービーフルPlus                                                          | レンタル配信           |
| 2025年5月16日には、ABEMAアニメチャンネルにて特別番組「宮中居残り男子会SP」が独占無料放送された。また、2025年6月20日には、ABEMAアニメチャンネルにて特別番組「薬屋のひとりごと ABEMA クライマックス直前特番」が独占無料放送された。 |                                                            | |                        |

## BD
| 巻 | 発売日        | 収録話          | 規格品番  |
| -- | ------------- | --------------- | --------- |
| 1  | 2024年1月24日 | 第1話 - 第6話   | TBR34027D |
| 2  | 2024年3月20日 | 第7話 - 第12話  | TBR34028D |
| 3  | 2024年5月22日 | 第13話 - 第18話 | TBR34029D |
| 4  | 2024年7月17日 | 第19話 - 第24話 | TBR34030D |

| 巻 | 発売日             | 収録話          | 規格品番  |
| -- | ------------------ | --------------- | --------- |
| 1  | 2025年4月16日      | 第25話 - 第30話 | TBR35041D |
| 2  | 2025年7月16日      | 第31話 - 第36話 | TBR35042D |
| 3  | 2025年8月20日      | 第37話 - 第42話 | TBR35043D |
| 4  | 2025年10月15日予定 | 第43話 - 第48話 | TBR35044D |

## ポッドキャスト
『薬屋とふたりごと』のタイトルで、2025年1月5日からSpotifyにて配信中。パーソナリティは猫猫役の悠木碧が担当している。

### 各回出演者
| 回数   | 配信日        | ゲスト                       |
| ------ | ------------- | ---------------------------- |
| 第0回  | 2025年 1月5日 | 大塚剛央（壬氏役）           |
| 第1回  | 1月12日       | 大塚剛央（壬氏役）           |
| 第2回  | 1月26日       | 久野美咲（小蘭役）           |
| 第3回  | 2月9日        | 瀬戸麻沙美（子翠役）         |
| 第4回  | 2月23日       | 石川由依（梨花妃役）         |
| 第5回  | 3月9日        | 能登麻美子（皇太后・安氏役） |
| 第6回  | 3月23日       | 小西克幸（高順役）           |
| 第7回  | 4月6日        | 大塚剛央（壬氏役）           |
| 第8回  | 4月20日       | 久野美咲（小蘭役）           |
| 第9回  | 5月4日        | 橘龍丸（馬閃役）             |
| 第10回 | 5月25日       | 豊永利行（羅半役）           |

## ミニアニメ
ミニアニメ『猫猫のひとりごと』（マオマオのひとりごと）の第1期が2023年10月23日から2024年3月25日まで、第2期が2025年1月13日から2025年7月7日までTOHO animationの公式YouTubeチャンネル、アニメ公式TikTokにて配信された。毎週月曜12時に更新。第2期からは猫猫、壬氏以外のキャラクターも登場している。
| 話数   | サブタイトル     | 配信日          |
| ------ | ---------------- | --------------- |
| 第1話  | おしろい         | 2023年 10月23日 |
| 第2話  | 巧克力           | 2023年 10月23日 |
| 第3話  | 芙蓉             | 2023年 10月23日 |
| 第4話  | 蒸気風呂         | 10月30日        |
| 第5話  | 生姜と蜜柑の飴   | 11月6日         |
| 第6話  | 食べられないもの | 11月13日        |
| 第7話  | 眠気覚まし???    | 11月20日        |
| 第8話  | 炭               | 11月27日        |
| 第9話  | 南天             | 12月4日         |
| 第10話 | 鳥兜の花と蜜     | 12月11日        |
| 第11話 | 蓮華躑躅         | 12月18日        |
| 第12話 | 冬虫夏草         | 12月25日        |
| 第13話 | フェロモン       | 2024年 1月8日   |
| 第14話 | 小麦粉           | 1月15日         |
| 第15話 | 海藻             | 1月22日         |
| 第16話 | 鉛               | 1月29日         |
| 第17話 | 妄想             | 2月5日          |
| 第18話 | 薬草             | 2月12日         |
| 第19話 | 牛黄             | 2月19日         |
| 第20話 | 芋               | 2月26日         |
| 第21話 | 梅               | 3月4日          |
| 第22話 | 青薔薇           | 3月11日         |
| 第23話 | 鳳仙花と片喰     | 3月18日         |
| 第24話 | 噂話             | 3月25日         |

| 話数   | サブタイトル            | 〇〇のひとりごと | 配信日         |
| ------ | ----------------------- | ---------------- | -------------- |
| 第25話 | 三毛猫                  | 猫猫             | 2025年 1月13日 |
| 第26話 | 曼荼羅華                | 猫猫             | 1月20日        |
| 第27話 | 茸                      | 壬氏             | 1月27日        |
| 第28話 | 熊胆                    | 高順             | 2月3日         |
| 第29話 | 蛾                      | 猫猫             | 2月10日        |
| 第30話 | トカゲ                  | 猫猫             | 2月17日        |
| 第31話 | 壬氏さまのひとりごと    | 壬氏             | 2月24日        |
| 第32話 | 鈴虫                    | 猫猫             | 3月3日         |
| 第33話 | 雄黄                    | 猫猫             | 3月10日        |
| 第34話 | 中毒                    | 猫猫             | 3月17日        |
| 第35話 | すっぽん                | 高順             | 3月24日        |
| 第36話 | 犬                      | 猫猫             | 3月31日        |
| 第37話 | つつましやか            | 猫猫             | 4月7日         |
| 第38話 | 魔鏡と秘め事            | 猫猫             | 4月14日        |
| 第39話 | 物知り                  | 猫猫             | 4月21日        |
| 第40話 | もぐさ                  | 猫猫             | 4月28日        |
| 第41話 | 同類？                  | 猫猫             | 5月5日         |
| 第42話 | 遺憾                    | 高順             | 5月12日        |
| 第43話 | 副作用                  | 翠苓             | 5月26日        |
| 第44話 | 正気                    | 高順             | 6月2日         |
| 第45話 | ひとりごと              | 翠苓             | 6月9日         |
| 第46話 | 簪                      | 猫猫             | 6月16日        |
| 特別編 | ～USJを調査せよ！前編～ | 猫猫             | 6月19日        |
| 特別編 | ～USJを調査せよ！後編～ | 猫猫             | 6月26日        |
| 第47話 | 友達                    | 小蘭             | 6月30日        |
| 第48話 | 仮面                    | 猫猫             | 7月7日         |

## コラボレーション
厚生労働省
2024年2月1日より、電子処方箋の普及を図るために、コラボポスターが作成され、医療機関や薬局のほか、公共交通機関の広告に掲示された。雑誌『厚生労働』2月号にも作品が取り上げられ、猫猫が表紙になった。
2025年にも電子処方箋の普及を図るためのタイアップ企画を実施。普及啓発リーフレットの作成などが行われた。
くすりの窓口
2024年2月1日より、同社が運営する電子お薬手帳スマホアプリ「EPARKお薬手帳」にて本作品とタイアップした同アプリオリジナルの着せ替えデザイン全3種を順次公開する。
ミニストップ
2024年2月7日より、オリジナルグッズが当たるキャンペーンが実施された。
アサヒ飲料
2024年3月12日より、イオンで購入した場合クリアファイルが当たるキャンペーンが実施された。
マリオンクレープ
2024年3月15日より、コラボクレープなどの販売が実施された。
Simeji
2024年5月24日より、コラボ診断や限定きせかえの配布が実施されている。
GiGO
2024年6月3日より、GiGOグループの一部店舗でノベルティ付きコラボたい焼きやドリンクが販売。
愛知県薬剤師会
2024年10月17日から23日の「薬と健康の週間」に合わせたコラボポスターを掲出。
リアル脱出ゲーム
2024年11月1日より、SCRAPのリアル脱出ゲームとのコラボで『リアル脱出ゲーム×薬屋のひとりごと『横浜謎解き街歩き』』が横浜中華街周辺を開催地として催されている。本イベントはSCRAPの提供している既存の『横浜謎解き街歩き』の謎とすべて同じ内容だが、TVアニメ『薬屋のひとりごと』とコラボしたオリジナルストーリーになっている。
代々木アニメーション学院
本作品とのコラボ入学案内書が2025年1月31日受付分から数量限定で配布されており、同書には大阪校出身で第2期監督の筆坂明規やはたしょう二音響監督のインタビューなどが収録されている。また、同年2月28日から期間限定でコラボオープンキャンパスを実施している。
日本薬剤師会
2025年3月より順次、日本薬剤師会に加入している薬局にて本作品とのコラボ仕様のお薬手帳が配布されている。コラボポスターの掲示も実施される。
おくすり手帳の重要性を広めるための本企画では、おくすり手帳の単なる配布・販売を実施していない。しかしフリマアプリで高額転売される事例が相次いだため、アニメ製作委員会と日本薬剤師会が3月6日にコラボ仕様のおくすり手帳の増刷を決めたほか、両者が声明で適切な使用を呼びかける事態となった。
アイン薬局
2025年4月7日より「「薬屋のひとりごと×アイン薬局」コラボキャンペーン」と題し、猫猫が壬氏、高順、里樹妃、李白の薬に関する悩みを現代の調剤薬局の視点で解決するオリジナル動画を視聴するとオリジナルスマホ壁紙がもらえ、クイズに応募すると抽選でオリジナルグッズが当たるというキャンペーンが実施される。
明色化粧
2025年4月21日より明色化粧の「美顔水」を描き下ろしデザインで数量限定販売。
令和七年神田祭
2025年5月10日・11日に開催された神田祭とのコラボ企画を実施。猫猫・小蘭・子翠・壬氏・高順が集合したコラボビジュアルポスターが108か町会の氏子へに配られるとともに、神田・日本橋・秋葉原などに掲出される予定。また、アクリルスタンドや御朱印帳などのコラボ記念アイテムが発売される。
極楽湯
2025年5月22日より同年6月17日まで極楽湯とのコラボ企画を実施。描き下ろしイラストを使用したグッズや食事メニューの販売、コラボ風呂や館内装飾などが行われる。
ユニバーサル・スタジオ・ジャパン
「ユニバーサル・クールジャパン 2025」の第2弾として、2025年7月1日から2026年1月4日までの期間限定で本作品とのコラボ企画を実施予定。作品の世界観を体験できるアトラクションを楽しめるほか、パークオリジナルのフードやグッズの販売も実施される。
Uプロダクツ
テレビアニメをモチーフにし、生薬やスパイスを調合したオリジナル薬膳コーラ「猫猫可楽（マオマオコーラ）」がUプロダクツのウェブサイトで予約販売。
ブラウザゲーム
2025年7月29日より CTW株式会社が運営する無料ブラウザゲームプラットフォームG123にて「薬屋のひとりごと 後宮異聞録」が事前登録開始。TVアニメ「薬屋のひとりごと」の世界をベースにしたシミュレーションゲーム。 

## TVアニメ『薬屋のひとりごと』展
初の展示イベントである「TVアニメ『薬屋のひとりごと』展」が、2025年3月26日から松屋銀座にて開催中。4月14日までの開催後は、福岡や大阪、名古屋など順次全国巡回を予定している。